# 반포세종로
반포세종로(Banposejong-ro)는 충청남도 공주시 반포면 봉곡리 반포 교차로와 세종특별자치시 금남면 두만리 두만 교차로를 잇는 도로이다. 2004년 12월 24일 '반포 ~ 봉암간 도로'라는 이름으로 개통되었다.

## 연혁
- 2004년 12월 24일 : 반포 ~ 봉암간 도로(공주시 반포면 봉곡리 ~ 연기군 금남면 두만리) 5.8km 구간 신설 개통[1], 기존 공주시 반포면 공암리 ~ 연기군 금남면 감성리 8.0km 구간 폐지[2]
- 2009년 8월 25일 : 2개 이상 시·군에 걸쳐 있는 도로로 반포세종로를 고시[3]

## 주요 경유지
충청남도
- 공주시 반포면

세종특별자치시
- 금남면

충청남도
- 공주시 반포면

세종특별자치시
- 금남면

## 노선
전 구간 국도 제1호선에 속하므로 이 노선에 대한 별도 표기는 생략한다.
| 이름           | 접속 노선                           | 소재지           | 소재지                | 비고                                      |
| -------------- | ----------------------------------- | ---------------- | --------------------- | ----------------------------------------- |
| 반포 교차로    | 국도 제1호선 국도 제32호선 (금벽로) | 공주시           | 반포면                |                                           |
| 금천교         |                                     | 공주시           | 반포면                |                                           |
| 수실육교       | 남산길 성강길 수실2길               | 공주시           | 반포면                |                                           |
| 수실육교       | 남산길 성강길 수실2길               | 세종특별자치시   | 금남면                |                                           |
| 용수1교        |                                     | 세종특별자치시   | 금남면                |                                           |
| 공주시         | 반포면                              |                  |                       |                                           |
| 공주시         | 반포면                              | 송곡교 명주원1교 |                       |                                           |
| 공주시         | 반포면                              | (송곡 교차로)    | 오얏마루길            |                                           |
| 공주시         | 반포면                              | 용수2교          |                       |                                           |
| 세종특별자치시 | 금남면                              |                  |                       |                                           |
| 세종특별자치시 | 금남면                              | 용수3교          | 송곡로 고성길 진동길  | 세종시 방면 진출 불가 공주 방면 진입 불가 |
| 세종특별자치시 | 금남면                              | 용수4교 가자교   |                       |                                           |
| 세종특별자치시 | 금남면                              | (은둘 교차로)    | 안금로                |                                           |
| 세종특별자치시 | 금남면                              | 두만교           |                       |                                           |
| 세종특별자치시 | 금남면                              | 두만 교차로      | 국도 제1호선 (세종로) |                                           |